# 布尔托夫塔机场
布尔托夫塔机场（瑞典語：Bulltofta flygplats），是1923年至1972年间瑞典马尔默的主机场。
布尔托夫塔机场于1923年9月建成，1924年起开通马尔默-哥本哈根航线，为当时世界上距离最短的航线。1930年代，该机场成为欧洲主要机场之一，开通至英国、法国和荷兰等国的航线。第二次世界大战期间，布尔托夫塔机场是瑞典空军F10中队的基地。1972年12月，马尔默-斯图鲁普机场建成启用，布尔托夫塔机场同时关闭。